# Flor i Laur
Flor(us), cs. Muczenik Fłor i  Laur(us), cs. Muczenik Ławr – bracia rodzeni żyjący w II wieku w Bizancjum (Illyricum), męczennicy chrześcijańscy, święci Kościoła katolickiego, prawosławnego, syryjskiego i ormiańskiego.

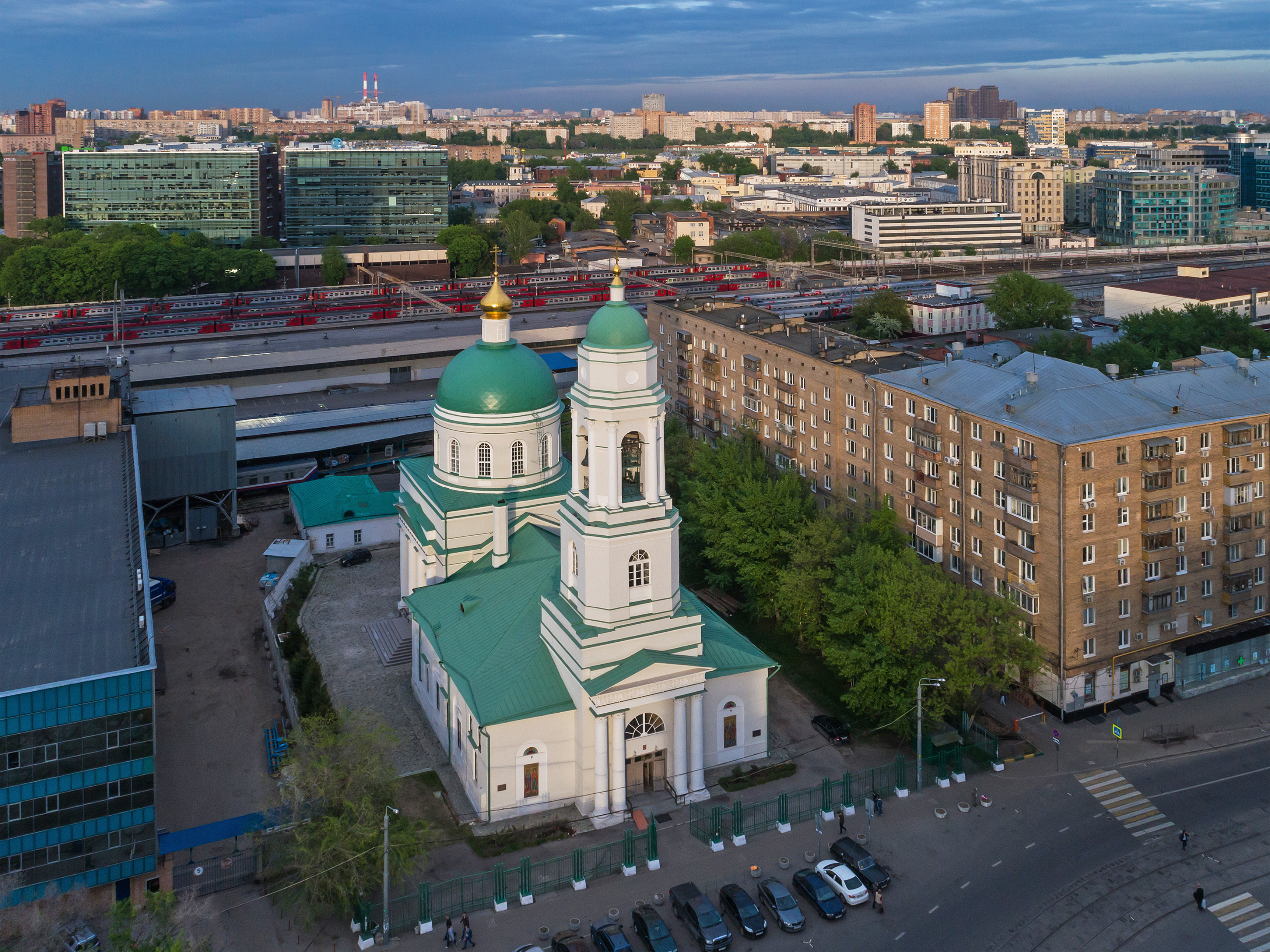
Kościół Flora i Laura w Moskwie

Bracia trudnili się kamieniarstwem, a zarobione pieniądze rozdawali biednym, zostawiając sobie jedynie tyle, by wystarczało na skromne życie. Podczas swojej pracy w sąsiednim kraju głosili wśród pogan ewangelię, tym samym wielu z nich nawracając na wiarę chrześcijańską.
Za odmowę wyrzeczenia się tej właśnie wiary przed władcą Ilirii, ponieśli śmierć męczeńską; zostali wrzuceni do studni i zasypani piaskiem.

## Kult
W czasach panowania cesarza Konstantyna Wielkiego, relikwie Flora i Laura odnaleziono i uroczyście przeniesiono do Konstantynopola.
Ich wspomnienie liturgiczne w Kościele katolickim obchodzone jest 18 sierpnia; w Kościołach wschodnich odpowiednio 18/31 sierpnia.
Święci Flor i Laur są uznawani za patronów zwierząt gospodarskich (szczególnie są opiekunami przed pomorem koni). Wierni modlą się za ich wstawiennictwem również w intencji uleczenia osób nadużywających alkoholu.
Na ikonach święci są bliźniaczo do siebie podobni i mają jednakowe szaty; w prawych rękach trzymają krzyż. Flor, w odróżnieniu od Laura ma jedynie krótszą brodę.